# Санто, Диого Луис
Дио́го Луи́с Са́нто (порт.-браз. Diogo Luís Santo; 26 мая 1987, Сан-Паулу) — бразильский футболист, атакующий полузащитник и нападающий.

## Карьера
Диого начал карьеру в молодёжном составе клуба «Атлетико Минейро», откуда он перешёл в школу «Португезы Деспортос». С 2005 года футболист стал выступать за основной состав команды. Наиболее удачным для него сложился сезон 2007/2008, где он, выступая во втором дивизионе чемпионата Бразилии забил 18 голов в 28 играх и по окончании сезона был признан лучшим игроком турнира. Также в 2007 году он помог своему клубу выиграть второй дивизион чемпионата штата Сан-Паулу. В начале 2008 года Диого набрал хорошую форму и забил 6 голов в 13 матчах; президент «Португезы», Мануэл да Лупа, даже сказал, что футболист показал лишь 50 % своих игровых возможностей и по таланту сравним с Алешандре Пато. Большей результативности помешала травма, полученная форвардом в первом матче чемпионата Сан-Паулу во встрече с «Сантосом». Летом 2008 года футболистом заинтересовался лондонский «Арсенал», однако по словам спортивного директора «Деспортос», Андре Элено, оно было отклонено из-за слишком маленькой суммы трансфера. Причём «канониры» трижды пытались купить футболиста и трижды терпели неудачу.
22 августа 2008 года Диого перешёл в греческий «Олимпиакос» за 9 млн евро; контракт был подписан на 5 лет с заработной платой в 1 млн евро за сезон. После перехода он сказал: «Я очень рад переходу в такой сильный клуб, как „Олимпиакос“. Хочу поблагодарить руководство команды за терпение. Сделаю все, чтобы оправдать доверие и порадовать болельщиков». 30 августа он дебютировал в составе клуба в матче с «Астерасом». 6 сентября он забил первый мяч за клуб, поразив с пенальти ворота клуба «Ионикос» в товарищеском матче. В официальной встрече футболист впервые отличился в матче с клубом «Ксанти». В сезоне 2008/09 Диого забил за «Олимпиакос» 16 голов в 42 матчах, из которых 5 голов в Кубке УЕФА. Дважды в розыгрыше Еврокубка футболист делал дубли, забивая в ворота «Норшелланна» и «Бенфики». В марте 2009 года футболистом заинтересовался «Ливерпуль», чей тренер, Рафаэль Бенитес, был готов предложить за футболиста 12 млн фунтов. Однако сделка, в которую английский клуб был готов включить Себастьяна Лето, не состоялась.
Сезон 2009/10 вышел для Диого неудачным. Он получил травму лодыжки, в результате чего не выступал 4 месяца и провёл за сезон всего 22 матча в которых забил 3 гола. Из-за повреждения и долгого периода досстановления футболист уступил место в основном составе Константиносу Митроглу. Без его активного участия клуб выиграть и чемпионат и Кубок Греции. Сезон 2010/2011 Диого начал, забив два гола в матче с албанским клубом «Беса». Но в следующем матче розыгрыша Лиги Европы он был удалён с поля за удар кулаком голкипера клуба «Маккаби» (Тель-Авив), Лирана Штраубера.
19 августа 2010 года Диого был арендован клубом «Фламенго». Первый гол за клуб футболист забил, поразив ворота «Коринтианса». Однако этот гол оказался единственным, забитым форвардом за 17 матчей в составе «Менго». 20 января 2011 года Диого, вновь на правах аренды, перешёл в «Сантос» за 400 тыс. долларов с первоочередным правом выкупа за 7 млн долларов 70 % прав на трансфер игрока. 13 ноября он забил свой первый гол за клуб, поразив ворота «Сеары».
6 марта 2013 года, по завершении контракта с «Олимпиакосом», Диого возвратился в «Португезу».

## Достижения
- Чемпион Греции: 2009
- Обладатель Кубка Греции: 2009
- Чемпион штата Сан-Паулу: 2011
- Обладатель Кубка Либертадорес: 2011